# Karen DeCrow
Karen DeCrow (18 de diciembre de 1937–6 de junio de 2014) fue una abogada, escritora, feminista y activista social estadounidense. También fue una férrea defensora de la igualdad de derechos para los hombres en las decisiones de custodia y del derecho a decidir si deseaban o no ser padres.

## Biografía
Karen DeCrow nació en Chicago, Illinois, el 18 de diciembre de 1937. Se unió a la National Organization for Women en 1969, cuando iniciaba su carrera como periodista. Ese mismo año fue candidata a la alcaldía de la ciudad de Siracusa (Nueva York), convirtiéndose en la primera mujer candidato a alcalde en la historia del estado. Obtuvo su doctorado en jurisprudencia en la escuela de leyes de la Universidad de Siracusa en 1972 y fue la única mujer de su generación.
DeCrow fue elegida presidenta de la National Organization for Women, cargo que desempeñó de 1974 a 1977. Durante su gestión lideró campañas para asegurar que los deportes colegiales fueran incluidos en el ámbito del Title IX, presionó a la NASA para reclutar mujeres como astronautas, supervisó la apertura de un   centro de acción NOW en Washington D. C. y el establecimiento de una fuerza de tareas nacional sobre mujeres maltratadas y violencia doméstica y participó en una gira de más de 80 debates públicos con la activista antifeminista Phyllis Schlafly sobre la Enmienda de Igualdad de Derechos.
Entre otros reconocimientos, la revista Time la consideró parte de las 200 futuros líderes de Estados Unidos en 1974, fue honrada por la Unión Estadounidense por las Libertades Civiles en 1985 y fue introducida al National Women's Hall of Fame en 2009.
DeCrow falleció a causa de un melanoma el 6 de junio de 2014 en Jamesville, Nueva York.

## Puntos de vista
DeCrow fue autora de varios libros, entre los que se incluyen The Young Woman’s Guide to Liberation (1971) y Sexist Justice—How Legal Sexism Affects You (1975). Decía que su máxima ambición era «un mundo en el que el género de un bebé tendría poca o ninguna importancia en sus futuras actividades y placeres —personal, política, económica, social y profesionalmente». Con ese fin, era partidaria de la custodia compartida de los niños, física y legalmente, cuando los padres se divorcian. Su posición sobre la custodia compartida fue criticada por algunos en la National Organization for Women, «me he convertido en persona non grata porque siempre he estado a favor de la custodia compartida», decía DeCrow.